# Thập niên 1330
Thập niên 1330 là thập niên diễn ra từ năm 1330 đến 1339.